# Dominique Pinon

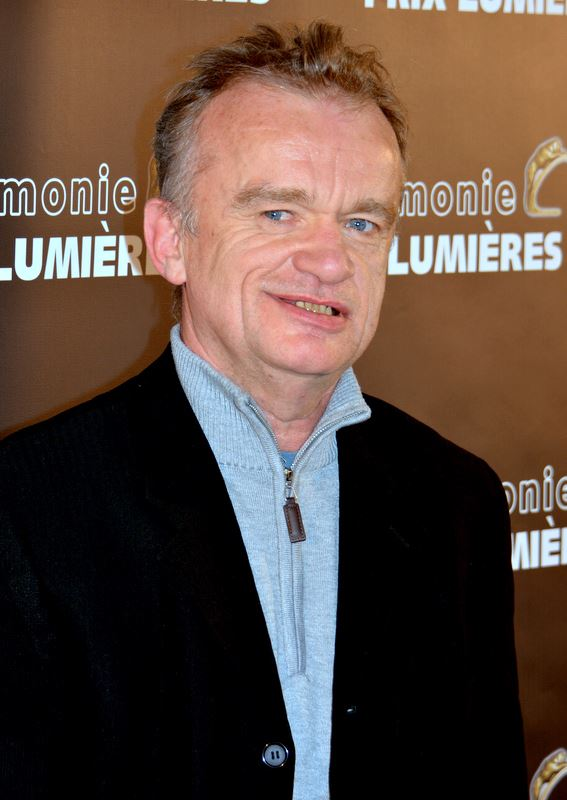
Dominique Pinon 2015

Dominique Pinon (* 4. März 1955 in Saumur, Département Maine-et-Loire, Frankreich) ist ein französischer Filmschauspieler. Seine erfolgreichsten Auftritte hatte er bislang in Filmen von Jean-Pierre Jeunet. Auf der Theaterbühne wirkte er insbesondere bei Inszenierungen von Gildas Bourdet, Jorge Lavelli und Valère Novarina mit.
2004 gewann er für seine Darbietung in L’hiver sous la table den französischen Theaterpreis Molière als Bester Hauptdarsteller.

## Filmografie (Auswahl)
- 1980: La découverte (Kurzfilm)
- 1981: Diva
- 1982: Die Wiederkehr des Martin Guerre (Le retour de Martin Guerre)
- 1985: Via Mala (Fernsehfilm)
- 1986: Betty Blue – 37,2 Grad am Morgen (37°2 le matin)
- 1987: Des Teufels Paradies
- 1988: Frantic
- 1989: Foutaises (Kurzfilm)
- 1991: Delicatessen
- 1991: Les Arcandiers
- 1995: Die Stadt der verlorenen Kinder (La cité des enfants perdus)
- 1997: Alien – Die Wiedergeburt (Alien: Resurrection)
- 2001: Die fabelhafte Welt der Amélie (Le fabuleux destin d’Amélie Poulain)
- 2001: Claire – Se souvenir des belles choses (Se souvenir des belles choses)
- 2003: Clever & Smart (La gran aventura de Mortadelo y Filemón)
- 2004: Mathilde – Eine große Liebe (Un long dimanche de fiançailles)
- 2004: Your Name Is Justine (Masz na imię Justine)
- 2006: Nachtschicht – Der Ausbruch (Fernsehfilm)
- 2006: When Evil Calls (Miniserie)
- 2006: Dikkenek
- 2007: Roman de gare
- 2007: Midsummer Madness
- 2007: Sie sind gefeuert! Die Praline (La praline)
- 2008: The Oxford Murders (The Oxford Murders)
- 2008: Le queloune – Der Clown (Le Queloune, Kurzfilm)
- 2008: Dante 01
- 2009: L’eau vive – Alles Gute! (L’eau vive, Kurzfilm)
- 2009: Humans – Sie haben überlebt (Humains)
- 2009: Micmacs – Uns gehört Paris! (Micmacs à tire-larigot)
- 2010: Specky Four-Eyes (Cul de bouteille)
- 2011: Holidays by the Sea (Ni à vendre ni à louer)
- 2011: Crédit pour tous
- 2012–2014: Schwermetall Chronicles (Métal Hurlant Chronicles, Fernsehserie, drei Folgen)
- 2013: Die Karte meiner Träume (L’extravagant voyage du jeune et prodigieux T.S. Spivet)
- 2013: School Camp – Fies gegen mies (Les Profs)
- 2014: My Old Lady
- 2014: Agatha Christie: Mörderische Spiele – Verbrechen lohnt sich nicht (Les petits meurtres d’Agatha Christie, Folge 2x07)
- 2017: La Dormeuse Duval
- 2016: Outlander (Fernsehserie, 5 Folgen)
- 2016: Die verrückte Reise von Max und Leon (La folle histoire de Max et Léon)
- 2017: Nach einer wahren Geschichte (D’après une histoire vraie)
- 2019: Vorhang auf für Cyrano (Edmond)
- 2019: Der Junge und die Wildgänse (Donne-moi des aîles)
- 2020: Tony Rodriguez. Aller en prison, c’est son rêve …
- 2020: A Perfect Enemy
- 2021: Emma Bovary
- 2022: Bigbug
- 2022: Ehrliche Leute (Des gens bien, Fernsehserie, 6 Folgen)
- 2023: The Walking Dead: Daryl Dixon (Fernsehserie, 2 Folgen)
- 2024: Memoir of a Snail (Stimme)
- 2025: Sie glauben an Engel, Herr Drowak?